# Nicolai Elias Tuxen
Nicolai Elias Tuxen (født 21. november 1810 i Frederikshavn, død 11. december 1891 i København) var en dansk søofficer, søn af Peder Mandrup Tuxen, far til Nicoline og Laurits Tuxen.
Tuxen blev søofficer 1829 og avancerede i 1854 til orlogskaptajn. Han lagde sig tidlig efter studiet af skibskonstruktion og maskinvæsen, ansattes 1832 som lærer ved Søkadetakademiet, studerede teknik i udlandet 1843—1845 og blev 1846 bestyrer af mekanik- og hydraulikvæsenet på Orlogsværftet. I april 1864 blev han udnævnt til bestyrer for hele skibsbyggeriet på Orlogsværftet, og da han i juni 1868 officielt blev afskediget fra søofficerskorpset, fik han i stedet titlen "direktør for skibsbygning og maskinvæsen", en post, han beholdt indtil 1883.
Tuxen har gjort sig bemærket her som grundlægger af dokken, ved skibsbyggeriets overflytning fra Gammelholm til Nyholm, ved udviklingen af flåden fra sejl- til dampskibe og senere til jern- og stålpanserskibe og meget andet. Ved sin afsked fik Tuxen rang som kontreadmiral.
Som politiker har han også spillet rolle: valgt til den grundlovgivende rigsforsamling 1848, derefter medlem af Folketinget fra 1852—1854 og 1855—1858 og af rigsrådet fra 1856—64, kongevalgt medlem af Landstinget fra 1873; ligeledes har han været virksomt medlem af mange vigtige kommissioner, hvoriblandt flere forsvarskommissioner; på sine ældre dage syslede han også med litterære forsøg.